# 斯图尔特·莱德劳
斯图尔特·莱德劳（英語：Stuart Laidlaw，1877年3月2日—1960年11月22日），生于安大略省，加拿大男子棍网球运动员。他曾代表加拿大参加1904年夏季奥林匹克运动会棍网球比赛，获得一枚金牌。